# بلی کامن
بلی کامن (انگلیسی: Bely Kamen) یک شهرک در شهرستان گافوریسکی استان باشقیرستان کشور روسیه است.